# Tilslørte bondepiker

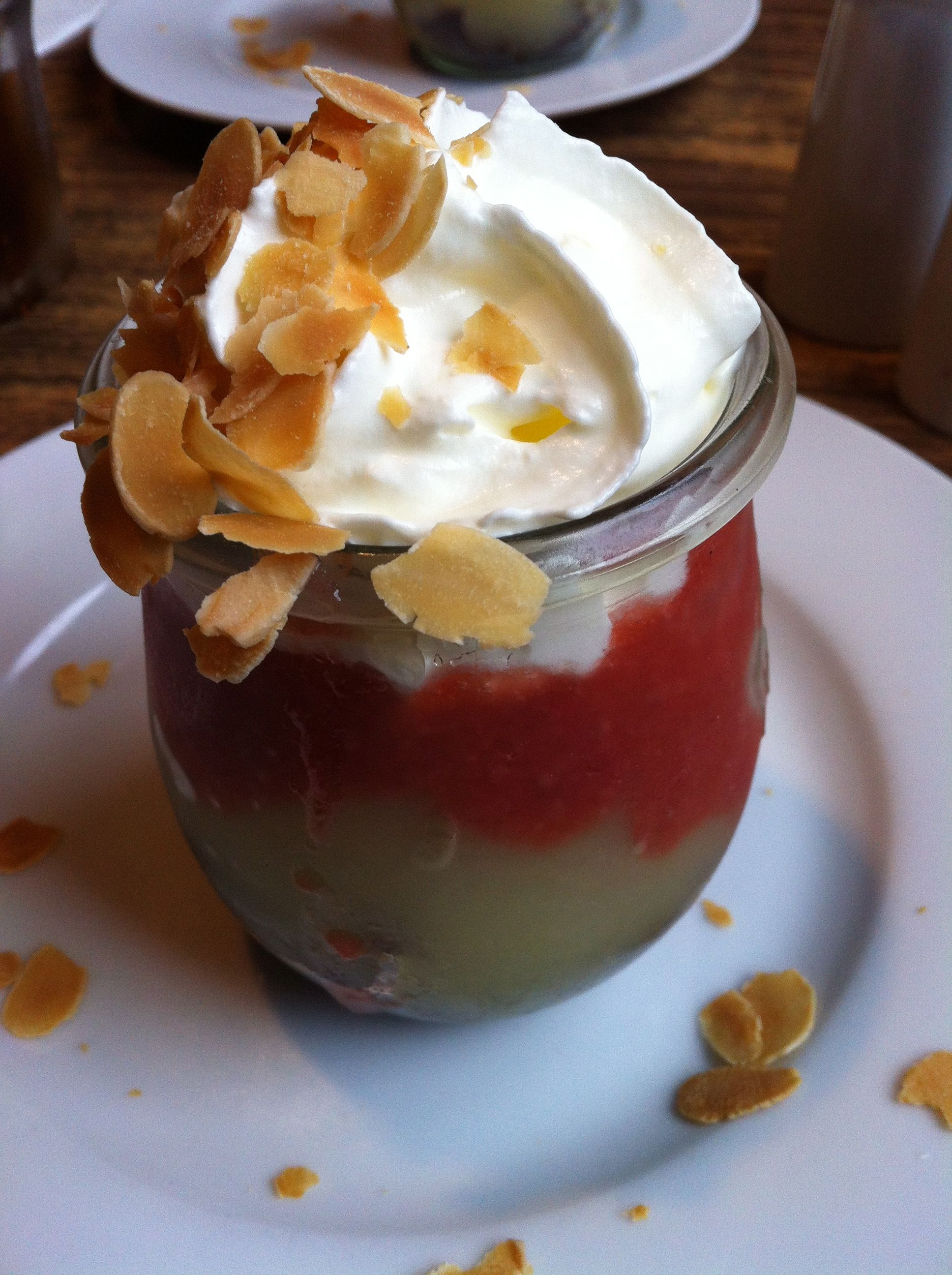
Tilslørte bondepiker.

La tilslørte bondepiker (en norvégien, « paysannes voilées », connu en Suède comme änglamat, « nourriture des anges ») est un dessert traditionnel scandinave.
Le plat est composé d'une couche de pommes écrasées en purée (ou de toute autre purée de fruit, comme des prunes par exemple), puis d'une couche de crème fouettée, d'une couche de pain de mie grillé et émietté ou de miettes de biscotte, suivi d'une nouvelle couche de crème fouettée et généralement une fine couche de chapelure sur le dessus.
Il est habituellement servi dans un bol en verre transparent ou dans un verre à eau. La tilslørte bondepiker était très populaire avant l'introduction de la crème glacée.